# 表章
表 章（おもて あきら、1927年4月26日 - 2010年9月7日）は、日本の能楽研究者。法政大学名誉教授。能楽史、世阿弥伝書などの研究で知られる。長男の表きよし（1958年 - 、国士舘大学教授）も、能楽研究者である。

## 略歴
石川県金沢市に生まれる。1951年、東京文理科大学卒業。同年、法政大学能楽研究所助手。1956年、法政大学文学部専任講師、1962年、教授。1991年、財団法人観世文庫常務理事。1998年、法政大学を定年退職、名誉教授。
1995年『喜多流の成立と展開』で、法政大学より博士（文学）の学位を取得、同年12月角川源義賞受賞。2005年、瑞宝中綬章受章。2010年、第31回観世寿夫記念法政大学能楽賞受賞、同年6月、能楽史研究で恩賜賞・日本学士院賞を受賞したが、9月7日に自宅で亡くなった。叙正五位。
1960年から1963年にかけて、横道萬里雄と『日本古典文学大系 謡曲集』を編纂し、能楽関係の資料の収集・保存や研究に努めた。

## 著書
- 『鴻山文庫本の研究 謡本の部』わんや書店 1965
- 『能楽史新考 1』わんや書店 1979
- 『能楽と奈良』奈良市 1980、※小冊子
- 『能楽史新考 2』わんや書店 1986

- 『喜多流の成立と展開』平凡社 1994
- 『大和猿楽史参究』岩波書店 2005
- 『観世流史参究』檜書店 2008
- 『能楽研究講義録　六十年の足跡を顧みつつ』笠間書院　2010 - 語り下しの遺著となった
- 『昭和の創作「伊賀観世系譜」―梅原猛の挑発に応えて』ぺりかん社　2010 - 観阿弥の出身地を伊賀とし、楠木正成の甥とする系図が偽系図であることを論証[5]。

### 校注等
- 『舞正語磨』わんや書店（能楽史料） 1958
- 世阿弥『申楽談義』岩波文庫 1960、改訂1994
- 『日本古典文学大系40・41　謡曲集』横道萬里雄共編 岩波書店 1960-63
- 『金春古伝書集成』伊藤正義共編 わんや書店 1969
- 『図説光悦謡本』江島伊兵衛共編 有秀堂 1970
- 『日本古典文学全集51　能楽論集』小学館 1973／新編・小学館 2001　 
  - 「日本の古典をよむ17　風姿花伝」、校訂・訳、小学館 2009
- 『日本思想大系24　世阿弥・禅竹』岩波書店 1974、新装版1995
- 『岩波講座 能・狂言I 能楽の歴史』天野文雄共編 岩波書店 1987
- 『世阿弥自筆能本集　校訂篇』岩波書店 1997